# Tipula (Savtshenkia) phoroctenia
Tipula (Savtshenkia) phoroctenia is een tweevleugelige uit de familie langpootmuggen (Tipulidae). De soort komt voor in het Nearctisch gebied.